# Salvia garedjii
Salvia garedjii là một loài thực vật có hoa trong họ Hoa môi. Loài này được Troitsky miêu tả khoa học đầu tiên năm 1928.